# کوستو کومار بوسه
کوستو کومار بوسه (بنگالی: কাস্তো কুমার বসু؛ زادهٔ ۱۶ آوریل ۱۹۹۲) بازیکن فوتبال اهل بنگلادش است.
از باشگاه‌هایی که در آن بازی کرده است می‌توان به باشگاه فوتبال شیخ جمال دانموندی اشاره کرد.
وی همچنین در تیم‌های ملی فوتبال زیر ۲۳ سال بنگلادش و بنگلادش بازی کرده است.